# Stegopterna byrrangii
Stegopterna byrrangii är en tvåvingeart som beskrevs av Yankovsky 2000. Stegopterna byrrangii ingår i släktet Stegopterna och familjen knott. Inga underarter finns listade i Catalogue of Life.